# Louise d'Orléans (1882-1958)
Pour les articles homonymes, voir Louise d'Orléans.
Signature
Louise d’Orléans — de son nom de naissance Louise Françoise Marie Laure d’Orléans—, par son mariage, princesse des Deux-Siciles, est née à Cannes, en France, le 24 février 1882, et morte à Séville en Espagne, le 18 avril 1958. C’est un membre des maisons d'Orléans, des Deux-Siciles (Bourbon) et d’Espagne (Bourbon).

## Biographie

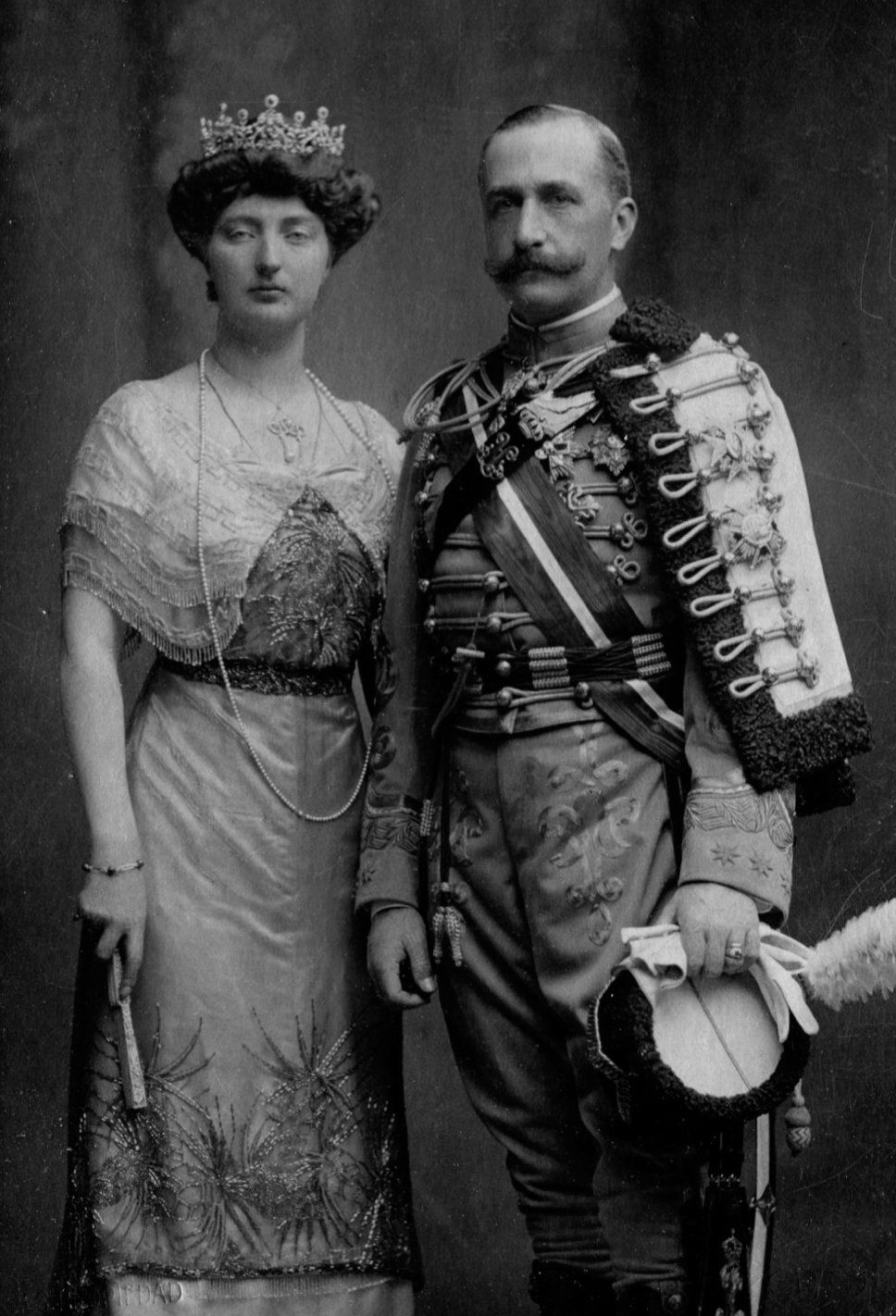
La princesse et son époux vers 1909.

Elle est la dernière fille de Philippe d'Orléans (1838-1894), comte de Paris et prétendant orléaniste au trône de France sous le nom de « Philippe VII », et de Marie-Isabelle d'Orléans (1848-1919), infante d'Espagne. 
Le 16 novembre 1907, Louise d'Orléans épouse, à Wood Norton, en Angleterre, Charles de Bourbon (1870-1949), prince des Deux-Siciles et veuf de l’infante d'Espagne María de las Mercedes de Borbón (1880-1904). Le couple s’installe à Madrid et a quatre enfants, qui portent les titres de courtoisies de prince et princesses des Deux-Siciles, et de prince et princesses de la maison de Bourbon (ce dernier concédé par le roi Alphonse XIII) :
- Charles de Bourbon-Siciles (1908-1936), qui meurt dans les rangs nationalistes pendant la guerre civile espagnole ;
- María de los Dolores (1909-1996) qui épouse, en 1937, le prince polonais Augustyn Józef Czartoryski (1907-1946), petit-fils du prince Władysław Czartoryski. Devenue veuve, elle se remarie en 1950 à Carlos Chias Osorio ;
- María de las Mercedes (1910-2000) qui épouse Juan de Borbón y Battenberg, comte de Barcelone et prétendant au trône espagnol jusqu’en 1977. Ce sont les parents du roi Juan Carlos Ier d’Espagne ;
- María de la Esperanza (1914-2005) qui épouse en 1944 le « prince » Pierre Gaston d'Orléans-Bragance, prince d'Orléans-Bragance.

Dans les années 1920, Louise d'Orléans vit à Séville, où son mari a été nommé gouverneur par le roi Alphonse XIII. Mais, en 1931, lorsque la république est proclamée dans le pays, Louise et sa famille partent s’installer en Italie puis en Suisse. En 1939, l’instauration du régime franquiste permet toutefois à la famille de regagner l'Espagne et Séville.

## Titulature et décorations

### Titulature
- 24 février 1882 - 16 novembre 1907 : Son Altesse Royale la princesse Louise d'Orléans
- 16 novembre 1907 - 3 août 1908 : Son Altesse Royale la princesse Carlos de Borbón-Dos Sicilias
- 3 août 1908 - 18 avril 1958 : Son Altesse Royale Louise d'Orléans, infante d'Espagne, princesse de Bourbon-Siciles[1]

### Décorations dynastiques
- Dame de première classe de l'ordre de Sainte-Élisabeth (royaume de Bavière)[2]
- Dame de l'ordre de la reine Marie-Louise (royaume d'Espagne, 16 novembre 1907)[3],[4]
- Grand-croix avec distinctions blanches de l'ordre civil de la Bienfaisance (royaume d'Espagne, 18 février 1911)
- Grand-croix avec distinctions rouges de l'ordre du Mérite militaire (royaume d'Espagne, 28 février 1927)[5]
- Médaille des souffrances pour la patrie (royaume d'Espagne, 26 avril 1939)[6]
- Dame de la Société royale d'équitation de Séville (royaume d'Espagne)
- Dame de l'ordre de la Croix étoilée (maison de Habsbourg)[2]